# Галатовы
Галатовы — дворянский род.
Потомство подполковника Константина Кирилловича Галатова, определением Правительствующего Сената от 3 ноября 1875 года, по Всемилостивейшє пожалованному ему, 30 августа 1875 года, ордену св. Владимира 4 степени, утверждённого в потомственном дворянском достоинстве с детьми его, сыновьями: Николаем и Владимиром, и дочерьми: Екатериной, Аполинарией, Раисой и Марией, которым и выданы свидетельства о дворянстве, с правом на внесение в третью часть дворянской родословной книги.

## Описание герба
Щит рассечён на чёрное и золотое поля. В щите солнце с лучами и человеческим лицом переменных с полями цветов.
Над щитом дворянский шлем с короной. Нашлемник: пять чёрных страусовых перьев. На них расположены два накрест лежащих золотых меча с золотыми рукоятками, обращённые остриями вниз. Намёт: чёрный с золотом.